# جین ویلس
جین ویلس (انگلیسی: Jean Willes؛ ۱۵ آوریل ۱۹۲۳ – ۳ ژانویهٔ ۱۹۸۹) هنرپیشه سینما و تلویزیون آمریکایی بود. وی در طول ۳۸ سال فعالیتش بین سال‌های ۱۹۳۴ تا ۱۹۷۲ در حدود ۶۵ فیلم بازی کرد.

## گزیده فیلم‌شناسی
- تک‌تیرانداز (۱۹۵۲)
- از اینجا تا ابدیت (۱۹۵۳) (در عنوان‌بندی نامش ذکر نشده)
- حمله جسددزدها (۱۹۵۶)
- شاه و چهار ملکه (۱۹۵۶)
- هوس زیر درخت نارون (۱۹۵۸)
- این هزاران تپه‌ماهور (۱۹۵۹)
- ۱۱ یار اوشن (۱۹۶۰)
- المر گنتری (۱۹۶۰)
- کولی (۱۹۶۲)
- خم به ابرو نیاور (۱۹۷۵)